# Pauline Duchambge
Pauline Duchambge, de soltera de Montet (Martinica, Francia, 1778 - 23 de abril de 1858) fue una pianista, cantante y compositora francesa.

## Vida
Hija de una familia noble se educó en un convento en París,  estudiando piano con el compositor y autor Jean-Baptiste Desormery, hijo del famoso actor de ópera cómica y compositor Léopold-Bastien Desormery. Pauline dejó el convento en 1792 y se casó con el barón Duchambge en 1796. En 1798, a la edad de 20 años, perdió a sus padres y con ellos la fortuna familiar. Poco después se divorció.
Después de estos hechos, la educación musical de Duchambge comenzó en serio. Estudió armonía y composición con Daniel Auber y Luigi Cherubini (quien escribió varias composiciones para ella), así como piano y composición con Jan Ladislav Dussek.
En 1815, Duchambge conoció a la poeta y novelista francesa Marceline Desbordes-Valmore comenzando una amistad y colaboración de por vida. Esta amistad está documentada por una extensa correspondencia y una serie de canciones de Duchambge sobre textos de Debordes-Valmore, incluidos L'Adieu tout bas, La Fiancée del marin, Je pense à lui, La Jeune Châtelaine, Rêve du mousse, La Sincère y La Valse et l'automne. 
Duchambge también compuso música para textos de otras autoras como Mme Amble Tastu y Mme Emile De Girardin. Pauline Duchambge escribió más de trescientas romanzas, un género muy popular en el siglo XIX. Su profesor Daniel Auber depositó trescientas canciones de Duchambge en la biblioteca del Conservatorio de París.  Entre 1827 y 1841, se publicaron once de las canciones individuales y álbumes  de Duchambge por algunos de los principales editores parisinos, incluidos Meissonnier, Jacques-Joseph Frey, A. Petibon y Pleyel. Sus obras llegaron al público alemán a través de la editorial berlinesa Maurice Schlesinger y la firma Schott de Maguncia. Duchambge, escribió algunas piezas para piano además de canciones.
La vida de Duchambge fue difícil, teniendo que luchar contra la pobreza, su delicada salud y los desencantos amorosos; su música expresa sus emociones. Comentó: “¡Amor, es la vida! pero una vida llena de tribulaciones, ilusiones, engaños, arrepentimiento, desánimo…. " 

## Estilo musical
En el siglo XX, se han publicado algunas de las canciones de Duchambge, en Les Greniers et la guitare de Marceline (1931) y en una antología de canciones publicada en 1988. Las romanzas de Duchambge fueron muy populares durante los primeros años de la Restauración. Duchambge fue admirada por muchos poetas de su época y utilizó poemas de los principales románticos, incluidos François-René Chateaubriand y Victor Hugo, y los dramaturgos Casimir Delavigne, Alfred de Vigny y Eugène Scribe. También utilizó textos de mujeres como Mme. Amable Tastu y Mme. Emile de Girardin.
Duchambge eligió textos que, a menudo, eran pastorales y expresaban sentimientos de amor típicos de principios del siglo XIX. La música es estrófica y normalmente sin estribillos. Las melodías diatónicas simples tienen un rango de novena. Sus melodías suelen estar adornadas con notas de gracia y algunos acentos, y hay algunas marcas dinámicas. Duchambge era sensible a las palabras y refleja diferentes estados de ánimo dentro de un verso. Según Fétis, las melodías líricas se destacan por "una dulce sensibilidad y elegancia de forma".
La armonía tiene una interesante variedad de acordes, que contienen modulaciones y dominantes secundarias. Duchambge usa modos mayores y menores en la misma canción para reflejar estados de ánimo cambiantes. Los acompañamientos de piano utilizan ostinatos, arpegios y acordes sólidos. La voz puede comenzar en el primer compás o bien una introducción puede establecer el estado de ánimo de la canción y establecer la tonalidad. Los últimos cuatro compases del acompañamiento a menudo sirven como un interludio para el siguiente verso, así como una coda para el último verso.

### Aspectos detallados
El poema La Jalouse (El celoso) se publicó por primera vez en la colección Papillon (1834) de Desbordes-Valmore bajo el título La Fuite (La fuga), también en Pauvres Fleurs (1839). El poema tiene tres estrofas de "huitains" (ocho versos). El esquema de rima de las estrofas es ABAB CDCD. La agitada introducción en Do menor, con tresillos de semicorcheas, establece el ambiente. En la primera frase (compases 5-12), configurando un texto triste y sombrío, la melodía comienza en un rango estrecho, armonizado con un acorde de do menor quebrado. La melodía se desliza hacia arriba en la escala en glissando y la frase termina en mi bemol mayor. En el verso tres, estas notas ascendentes proclaman triunfalmente "¡Yo soy el desagradecido!" En la siguiente sección inestable (compases 13–18) en la dominante menor, la melodía salta hacia arriba y hacia abajo en grandes intervalos, representando pasos que rebotan (verso 1) y tumulto (verso 2). La melodía sube una séptima a F, armonizada con un acorde de séptima dominante, mientras el texto ordena "Ne fuis pas encore" (No huyas todavía). La melodía desciende, mientras las palabras dicen que hay más que contar. Uno ("Yo soy el desagradecido") se repite en una sección de Andantino (compases 18-23), ambientada triunfalmente en do mayor con una línea disjunta y tresillos alegres, lo que lleva a un interludio en do menor (compases 23-26) que establece el estado de ánimo para el siguiente verso. Para los versos 2 y 3, Duchambge hace ligeros ajustes en el ritmo para colocar las palabras apropiadamente.
Le Jardin de ma fenêtre (El jardín junto a mi ventana) describe un jardín de flores y un seto en abril, y un marinero que regresa a casa. La poetisa Desbordes-Valmore amaba las flores y decoraba con flores los balcones y las ventanas de sus apartamentos. El poema tiene cuatro estrofas, huitains (ocho versos), y el esquema de rima es ABAB CDCD. La primera mitad del poema (compases 1 a 16), que comienza sin introducción, está ambientada simplemente con acordes tónicos y dominantes en La bemol mayor. La melodía es en su mayoría paso a paso, estableciendo una escena pacífica de la naturaleza en cada verso: el jardín de flores junto a la ventana, la golondrina que regresa, la lámpara encendida para el marinero que vuelve. La sección central (compases 17–24) es inestable con armonías complejas, lo que lleva a un regreso a la tónica. La línea melódica en los compases 25–31 asciende en una quinta, luego se mueve gradualmente hacia la tónica a medida que las palabras describen plantas inestables, un seto (o corazón) tembloroso y una llama parpadeante. La línea melódica final es disjunta, acompañada de una serie de dominantes secundarias, antes de aterrizar en la tónica. El texto reflexiona sobre dos plantas que se separan (representando a dos personas), cuestiona el significado de la golondrina que regresa y describe la lámpara y las flores dispuestas como faro para el marinero. Los últimos cuatro compases, que sirven como interludio al siguiente verso, son estables con acordes de tónica y dominante sobre un pedal de tónica. Se introduce una nueva figura rítmica en semicorcheas, que le da a la canción un movimiento agradable.
Adieu tout (Adiós a todos), otro poema de Desbordes-Valmore, tiene tres estrofas de cuartetas en un esquema de rima ABBA con un estribillo de dos líneas. El escenario de Duchambge comienza con una sección agitada en fa menor con acordes rotos tónicos, dominantes y disminuidos sobre un pedal dominante (compases 1–8). La melodía desciende paso a paso a través de la escala menor, recordando el dulce recuerdo del amor, luego salta una octava, proclamando la separación. Los tres versos están en fa mayor, con armonías complejas que utilizan la submediante, las dominantes secundarias y los acordes disminuidos. La línea melódica comienza simplemente con una tercera mayor ondulante, luego asciende una sexta antes de descender en la escala menor armónica D. Luego, la melodía sube gradualmente a E cuando los versos 2 y 3 hablan de ir al cielo, luego desciende a la tónica. Los últimos cuatro compases, que conducen a la apertura de fa menor, tienen escalas en movimiento contrario y reafirman la tónica de fa mayor.

## Selección de obras
Las obras seleccionadas incluyen:
- L'Ange gardien
- Le Matelot
- La Brigantine, ou le Départ
- Adieu donc mon pays! o le Suisse au Régiment
- La Jalouse

Algunas de sus obras han sido grabadas y editadas en CD, entre ellas:
- Canciones de la Edad Clásica, CD de audio, Sello: Cedille